# Charles Marion
Charles Marion   (Saint-Germain-en-Laye, 14 de gener de 1887 - Annecy, 16 de novembre de 1944) va ser un genet francès que va competir durant les dècades de 1920 i 1930.
El 1928 va prendre part en els Jocs Olímpics d'Amsterdam, on va disputar dues proves del programa d'hípica amb el cavall  Linon. Va guanyar la medalla de plata en la prova de doma individual i fou quart en la de doma per equips. Quatre anys més tard, als Jocs de Los Angeles, tornà a disputar dues proves del programa d'hípica. Guanyà la medalla d'or en la proa de doma per equips i la de plata en la de doma individual, novament amb el cavall  Linon.
Charles era el cinquè Baró de Marion, i venia d'una família de militars. El 1942 va ser nomenat general i va exercir com a prefecte durant el govern de Vichy fins a juny de 1944. Després de l'alliberament va ser empresonat i jutjat, però fou segrestat i executat per membres de la resistència francesa FTP.